# Beaudry
Beaudry – stacja metra w Montrealu, położona na linii zielonej. Obsługiwana przez Société de transport de Montréal (STM). Znajduje się w części miasta zwanej Gay Village, w dzielnicy Ville-Marie.